# Baie de Sepetiba
La baie de Sepetiba est une baie du littoral brésilien de l'état de Rio de Janeiro. Une partie constitue le point le plus à l'ouest de la ville de Rio de Janeiro, et donne son nom au quartier de Sepetiba.
Avec environ 305 km² de surface, elle est limitée au nord est avec la sierra de la Mer, au nord avec la sierra de Madureira, au sud-est avec le massif de Pedra Branca et au sud par la restinga de la Marambaia. 

C’est une masse d’eaux salées et saumâtres, communiquant avec l’océan Atlantique au moyen de deux passagesː dans la partie occidentale, entre les cordons d’îles qui bordent la pointe du banc de sable ; et, dans la partie orientale, par le canal qui se jette dans la Barra de Guaratiba, ce qui lui donne une configuration presque elliptique. 

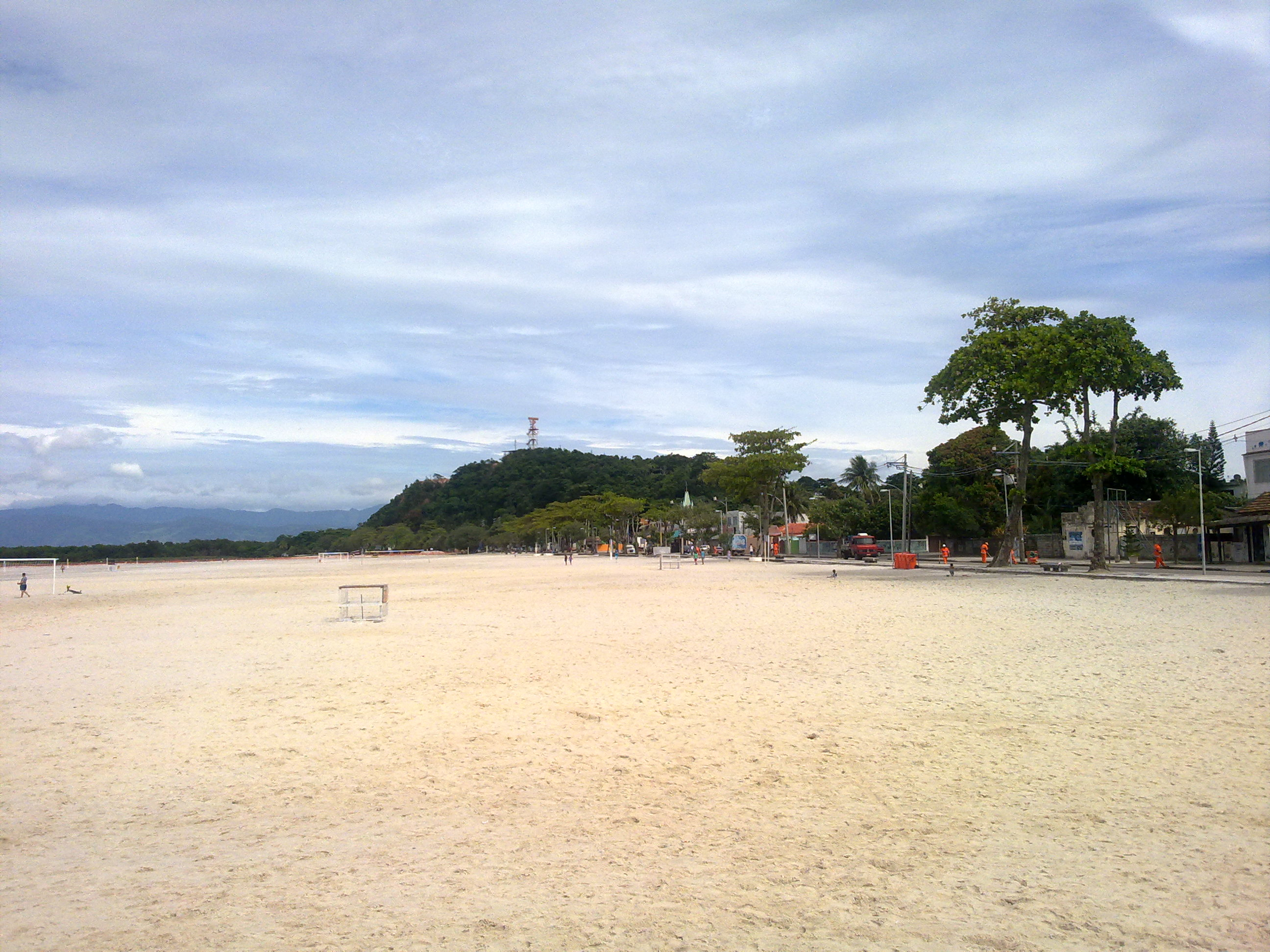
Plage de Sepetiba à Rio de Janeiro
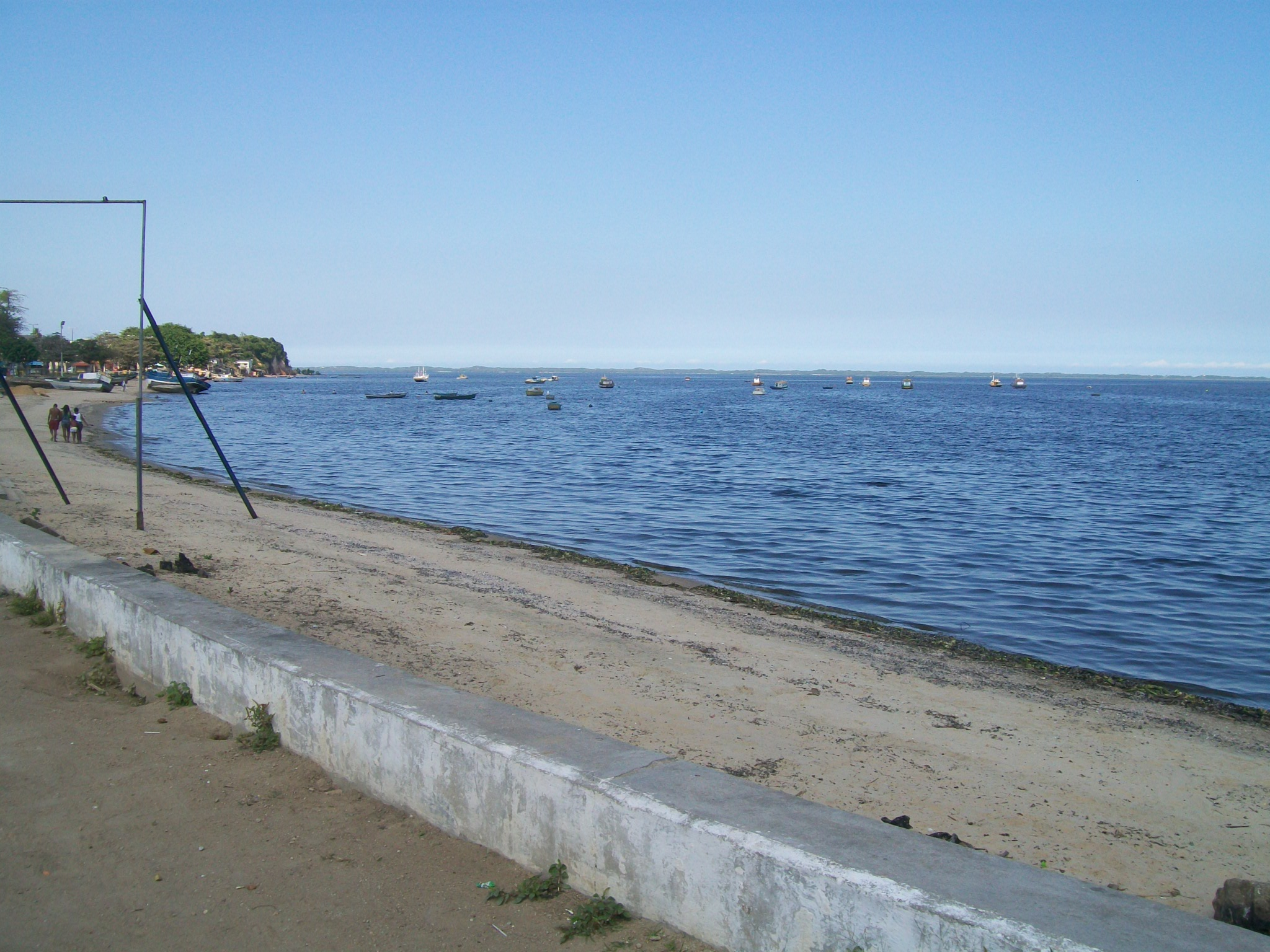
Plage de Recôncavo, à Rio de Janeiro
A gauche : baie et quartier de Sepetiba à Rio